# アンムナ
アンムナ（Ammuna, 紀元前16世紀）は、ヒッタイトの大王。

## 来歴
先王を殺害して王位に就いたツィダンタ1世の息子。紀元前1520年頃に父であるツィダンタを殺害して自ら即位した。その治世は旱魃に見舞われて国力が衰え、西方や南方の属国が次々に離反した。東方のフルリ人による襲撃が相次ぎ、首都ハットゥシャでさえ危険にさらされる有様だった。アンムナは外敵に対して果敢に戦ったものの、帝国の衰退を止めることは出来なかった。
アンムナの死後、その息子ハンティリおよびティッティをはじめとする王族は、護衛隊長ズルとその命を受けた息子「黄金の槍持ち」タフルワイリにより、アンムナの息子テリピヌ一人を除き皆殺しにされた。しかしズルとタフルワイリは、テリピヌに娘イスタパリヤを嫁がせていたフッツィヤにより殺された。フッツィヤは王家との縁組を根拠に王位継承権を主張して即位した。